# Vissotni (Pervomaiski)
|  | Per a altres significats, vegeu «Vissotni (Obraztsovi)». |

Vissotni - Высотный (rus) és un possiólok del krai de Krasnodar, a Rússia. Es troba a la vora esquerra del Bélaia, afluent del riu Kuban, davant de Velikovetxnoie. És a 26 km al nord-oest de Belorétxensk i a 53 km al sud-est de Krasnodar.
Pertany al possiólok de Pervomaiski.